# Esenbeckia micheneri
Esenbeckia micheneri är en tvåvingeart som beskrevs av Philip 1954. Esenbeckia micheneri ingår i släktet Esenbeckia och familjen bromsar. Inga underarter finns listade i Catalogue of Life.